# Ganalskij chriebiet
Ganalskij chriebiet (ros. Ганальский хребет) – pasmo górskie w azjatyckiej części Rosji, na Kamczatce, około 100 km na zachód od Pietropawłowska Kamczackiego. Stanowi najbardziej wysuniętą na południowy zachód część Gór Wschodnich. Od północy graniczy z pasmem Wałaginskij chriebiet. Oddziela go od niego rzeka Bystraja. 
Średnia wysokość pasma to 1475–1750 m. Najwyższym szczytem jest wulkan Bakening (2277 m).
Pasmo zbudowane jest ze skał metamorficznych. Znajdują się tu jedyne na Kamczatce większe ściany skalne (do 500 m wysokości).
Roślinność alpejska. W dolnych partiach gór występują lasy liściaste oraz zarośla limbowe i olchowe. Powyżej 1000 m tundra górska oraz małe lodowce.

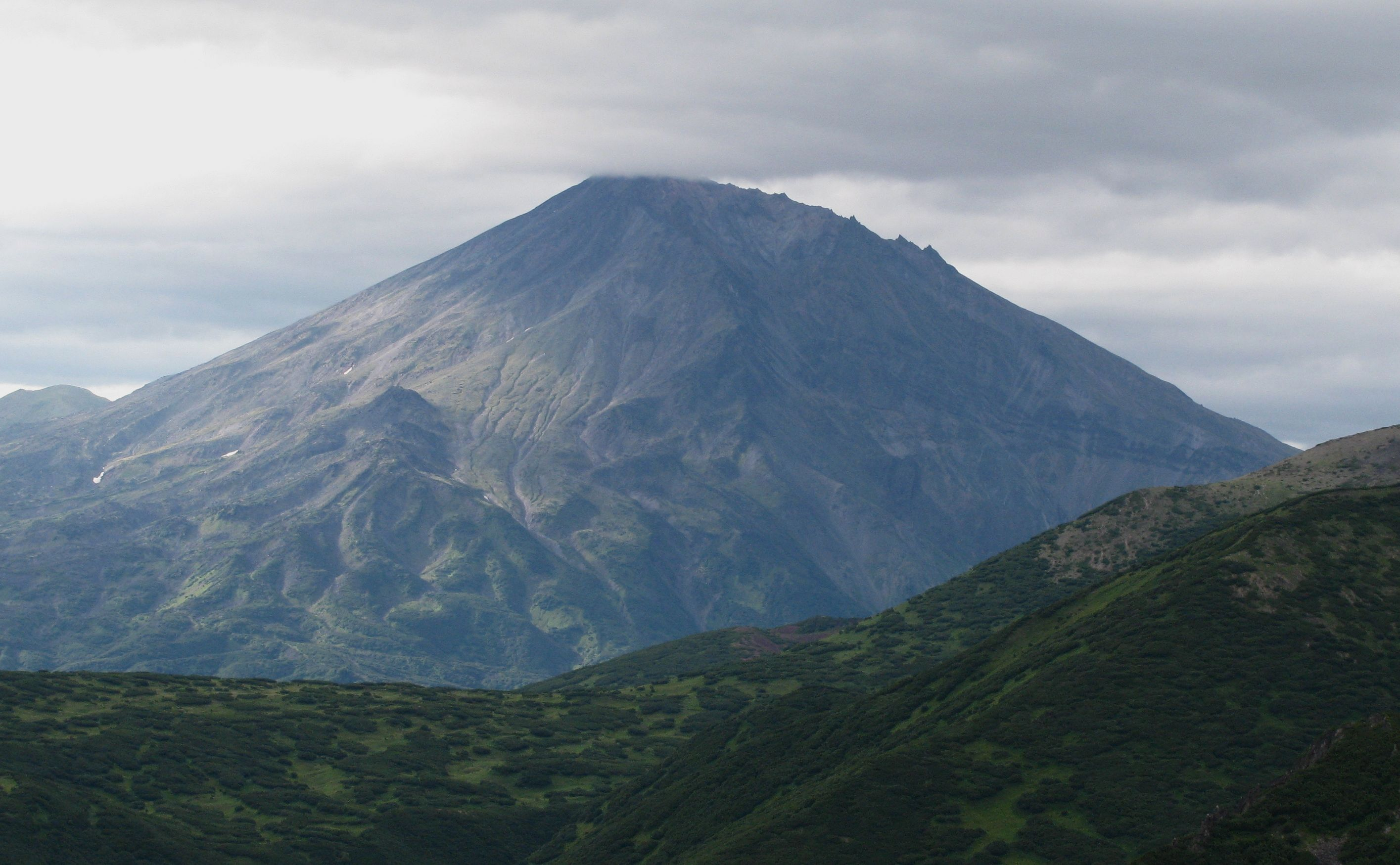
Wulkan Bakening